# Adolph Wiesner (Maler)

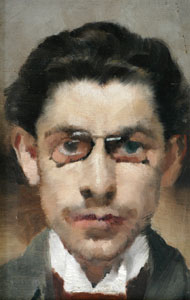
Adolph Wiesner

Adolph Wiesner (* 31. März 1871 in Prag; † 18. September 1942 im KZ Theresienstadt) war ein tschechischer Maler, der die Entwicklung der tschechischen Kunst bedeutend beeinflusst hat. Er gehörte zur Gruppe junger Künstler, die Mitte der 1890er Jahre Mitglieder des Künstlervereins Mánes waren und 1896 die unabhängige Zeitschrift der tschechischen Moderne mit dem Titel Volné směry (dt. Freie Richtungen) gründeten. Unter anderem unterstützte auch Wiesner damals die tschechische Nationalbewegung.

## Leben
Wiesner studierte bei Max Pirner in Prag, bei Leon Pohle in Dresden und bei Otto Seitz in München. 1893 wurde er Schüler von Maler Vojtěch Hynais, der damals an der Prager Akademie zu unterrichten begann. Wiesner regte mit seinem Artikel Die Schablone in der Malerei die Gründung einer unabhängigen Künstlerzeitschrift an. Die erste Nummer der Zeitschrift erschien im November 1896.
Wiesner bemühte sich auch darum selbstständige Ausstellungsräumlichkeiten für die neue tschechische Kunst zu finden. Gemeinsam mit den anderen Vereinsmitgliedern nahm er 1898 an den ersten Ausstellungen des Künstlervereins Mánes im Salon Topis teil.
In den Jahren 1900 bis 1910 hielt sich der Maler vorwiegend in Paris auf, wo er in Kontakt mit Alfons Mucha und mit anderen tschechischen Künstler war. Dort begegnete er ebenfalls Helena Brandejs, die er später heiratete, sie war die Tochter des berühmten tschechischen Kunstsammlers und Mäzens Alexandr Brandejs.
Wiesner stellte regelmäßig seine Werke im Salon der französischen Künstler („Salon des artistes français“) aus. Nach seiner Rückkehr nach Prag wurde er für einen der besten Prager Porträtisten gehalten. 1916 organisierte er mit seiner Frau Helena eine Ausstellung in der Rubes-Galerie in der Ferdinand-Straße in Prag, wo er sein Schaffen der Prager Öffentlichkeit vorstellte. Seitdem war er ein sehr gefragter Porträtist in der Prager Gesellschaft. Er schuf sehr viele Porträts, aber nicht viele sind erhalten geblieben.
Am 6. Juli 1942 wurde er von Prag nach Theresienstadt deportiert, wo er drei Monate später starb. Seine Frau Helena überlebte den Krieg und lebte bis zu ihrem Tod in England. Zu Ehren von Alexandr Brandejs und Adolph Wiesner wurde eine Ausstellung im Prager Jüdischen Museum in der Robert Guttmann-Galerie installiert, in der Ausstellung kann man einen Bruchteil aus dem Werk des Malers Adolf Wiesner betrachten.